# Vinzenz Hartl
Vinzenz Hartl CanReg (* 6. Dezember 1872 in Herzogsdorf, Oberösterreich; † 10. April 1944 im Kloster Pulgarn bei Steyregg) war ein österreichischer römisch-katholischer Priester, Augustiner-Chorherr und Propst von Stift Sankt Florian.

## Ordensleben
Hartl absolvierte das Staatsgymnasium in Linz und trat 1893 in das Noviziat des Stiftes St. Florian ein, wo er die Profess ablegte und von 1894 bis 1898 an der Theologischen Hauslehranstalt studierte. Nach seiner Priesterweihe am 31. Juli 1898 erwarb er 1902 an der Universität Innsbruck das theologische Doktorat. Neben seiner Lehrtätigkeit für neutestamentliche Bibelstudien an der Hauslehranstalt (1902–1938) war er Kustos der Münzsammlung des Stiftes (1901–1915 sowie 1917–1918). 1911 bereits zum Stiftsdechant ernannt, wählte der Konvent von Sankt Florian Hartl 1920 zuerst zum Administrator, am 14. April 1920 zum Propst. 1925 erfolgte die Berufung Hartls als Konvisitator der Kongregation der österreichischen Augustiner-Chorherren, 1937 die Wahl zu deren Generalabt. 1929 errichtete er in St. Florian ein Stiftsgymnasium.
1941 wurde Hartl aus dem Reichsgau Oberdonau verwiesen, nachdem die Gestapo 1941 das Stift beschlagnahmt und enteignet hatte. Teile seiner Kommunität bezogen im Kloster Pulgarn bei Steyregg ein Übergangsquartier, wohin Hartl von Krankheit gezeichnet einreisen durfte und kurz darauf starb.

## Ehrungen
- Ehrenmitgliedschaft AV Austria Innsbruck[2]

## Veröffentlichungen (in Auswahl)
- Priester, Volk und Bibel. Winke für praktisches Bibellesen, in: Theologisch-praktische Quartalschrift, 1910, S. 533–551.
- Die Brevierreform Pius X., in: Der Katholik, 1912, S. 133–141, 200–211.
- Die Hypothese einer einjährigen Wirksamkeit Jesu. Münster i. W.: Aschendorff, 1917.
- Der Liebreiz des Herzens Jesu. Biblische Bilder für Anbetungsstunden. 1921–1924.